# Dragée (pharmacie galénique)
Pour les articles homonymes, voir Dragée (homonymie).
En galénique, une dragée est une forme galénique solide à usage oral. Il s'agit d'un comprimé, en général rond ou ovale, qui est dragéifié, c'est-à-dire recouvert. La couche externe peut avoir des propriétés impliquant que les dragées ne se décomposent que dans l'estomac ou l'intestin (enrobage entérique). Il peut également y avoir plusieurs couches qui ne libèrent qu'une partie du principe actif, puis une autre, etc., ce qui donne un effet retard.
La dragéification est une méthode d'enrobage des comprimés. 
L'enrobage permet de protéger le principe actif du médicament des altérations extérieures telles que les sucs digestifs, le pH acide gastrique...
Enrober un comprimé peut aussi permettre de masquer une saveur désagréable.
Dans les laboratoires pharmaceutiques, la méthode de fabrication des dragées est la même que pour les confiseries. 

## Technique de dragéification
Le comprimé nu, (ou non enrobé) est appelé le noyau. 
Les noyaux sont placés dans un cylindre en cuivre, orienté à 45°, tournant sur un axe.
Les comprimés sont aspergés d'une solution de composition riche en sucre.

### Le gommage
On pulvérise la solution solide (suspensions de gomme, de talc ou d’empois d'amidon) sur le noyau afin de le protéger.
Au bout d'un certain temps, les noyaux forment un agrégat, ils adhèrent les uns aux autres.
À ce moment-là on arrête la diffusion de la solution, tout en laissent tourner la turbine afin de les séparer. 
Cette étape est répétée 4 à 5 fois.

### Le montage
Du sirop de sucre simple est pulvérisé, qui formera la couche la plus épaisse du comprimé et donnera le goût sucré.
Cette étape est répétée jusqu'à l'obtention de l'épaisseur désirée.

### Le lissage
Du sirop dilué est ajouté en petite quantité. On procède ensuite par une séchage lent. 
Ainsi les frottements entre les noyaux lissent la surface des comprimés enrobés.

### La coloration
Cette étape facultative permet de colorer le comprimé à l'aide d'un sirop dilué très coloré, il formera une couche très fine.

### La finition
Pour donner un aspect brillant au comprimé, une solution alcoolique est pulvérisée, à base de cire végétale et de Carnauba, ou de cire d'abeille associé à de la paraffine.
La solution après évaporation formera un film très mince d'aspect brillant sur le comprimé.
Ces produits sont très sensibles à l'humidité.

## D'autres méthodes d'enrobage
- L'enrobage contenant une solution aqueuse de talc de carbonate de calcium dans de l'empois d'amidon, celle-ci est plus stable que le sirop de sucre simple.
- Le pelliculage où on utilise une solution de polymères formant un film dans de l'eau ou de l'alcool.